# System (stdlib)
system() es una función del lenguaje de programación C incluida en su biblioteca estándar, dentro de la cabecera <stdlib.h>. Sirve para ejecutar subprocesos o comandos del sistema operativo.
«system» permite ejecutar a su vez otras funciones como: «cls», «dir» o «pause». Por ejemplo, al escribir system ("pause") se está incorporando una pausa en el programa, es decir, que se espera a que el usuario presione alguna tecla para continuar con la ejecución del mismo. La siguiente línea de código no se ejecutará hasta que el usuario presione una tecla. 
A continuación se muestra un ejemplo sencillo de programa en C en el que se incluye la función system ("pause"):
```
 
#include
 
<stdio.h>

 
#include
 
<stdlib.h>

 
#include
 
<windows.h>

 
int
 
main
(
void
)

 
{

     
printf
(
"Hola, mundo.
\n
"
);

     
system
(
"pause"
);
//El programa espera que el usuario presione una tecla para ejecutar la siguiente línea de código que imprime por pantalla: Adiós, mundo.

     
printf
(
"Adiós, mundo.
\n
"
);

     
system
(
"pause"
);
//El programa espera que el usuario presione una tecla para ejecutar la siguiente línea de código que termina el programa

     
return
 
0
;

 
}

```

- Datos: Q5106226